# Teoria do ermamento

## Origem
Criada pelo historiador Alexandre Herculano esta teoria propõe que existira uma zona tampão, caraterizada pela desertificação populacional, na zona de fronteira entre os territórios muçulmano, a sul, e cristão, a norte na península Ibérica. 

## Fundamentação
Esta teoria parte do trabalho do Espanhol Cláudio Sanchez Albornoz, que fez do Desierto del Duero, uma teoria extremamente elaborada. Para ele, a questão   da   monarquia   asturiana   ser uma verdadeira sucessora da visigótica era um dado certo,recuperando e afirmando a ideia de que estes, os intérpretes do espírito hispânico, desempenhavam a missão de expulsar da pátria os estrangeiros e os intrusos. 
Esta teoria baseia-se na interpretação literal das fontes existentes acerca do período em análise. A crónica de Afonso III, que  referia que  este  monarca,   depois  da  ação de um dos seus antecessores, Afonso I (que teria levado consigo todos os cristãos para as Astúrias), teve  uma ação repovoadora, levando os cristãos para as cidades que estariam desertas. Por outro lado, os estudiosos relacionavam estas afirmações com os fatos referidos em vários testemunhos que iam encontrando e que reportavam ações de repovoamento a vários nobres, bispos e abades. Logo, tudo parecia confirmar esta ideia de ter efetivamente existido 

## Aceitação
Esta teoria tal como a espanhola do Desierto del Duero, já não são aceites em termos históricos. 
1. ↑  https://www.studocu.com/en/document/universidade-do-minho/idade-media-portuguesa-i/summaries/1-ermamento-presuria-repovoamento/2073726/view
2. ↑  http://www.causamerita.com/hist_7.htm
3. 1 2  http://cvc.instituto-camoes.pt/hlp/biblioteca/formportugal.pdf